# Dadaprejo
Dadaprejo is een bestuurslaag in het regentschap Batu van de provincie Oost-Java, Indonesië. Dadaprejo telt 5604 inwoners (volkstelling 2010).